# Studeničani
Studenitsjani (Macedonisch: Студеничани; Albanees: Studeniçani) is een gemeente in Noord-Macedonië.
Studenitsjani telt 17.246 inwoners (2002). De oppervlakte bedraagt 276,16 km², de bevolkingsdichtheid is 62,4 inwoners per km².